# Eurostopodus archboldi
Noitibó-de-archbold ou noitibó-da-cordilheira (Eurostopodus archboldi) é uma espécie de ave da família Caprimulgidae.
Pode ser encontrada nos seguintes países: Indonésia e Papua-Nova Guiné.
Os seus habitats naturais são: regiões subtropicais ou tropicais húmidas de alta altitude.